# Hugyag
Hugyag ist eine ungarische Gemeinde im Kreis Balassagyarmat im Komitat Nógrád.

## Geografische Lage
Hugyag liegt gut zehn Kilometer östlich der Stadt Balassagyarmat, an dem Fluss Ipoly, der die Grenze zur Slowakei bildet. Die ungarische Nachbargemeinde Őrhalom liegt zwei Kilometer südwestlich. Jenseits der slowakischen Grenze liegen die Orte Vrbovka und Kováčovce.

## Gemeindepartnerschaft
- Mynaj (Минай), Ukraine, seit 2016

## Sehenswürdigkeiten
- Römisch-katholische Kirche Kisboldogasszony, erbaut Mitte des 18. Jahrhunderts (Barock)
- Steinkreuze

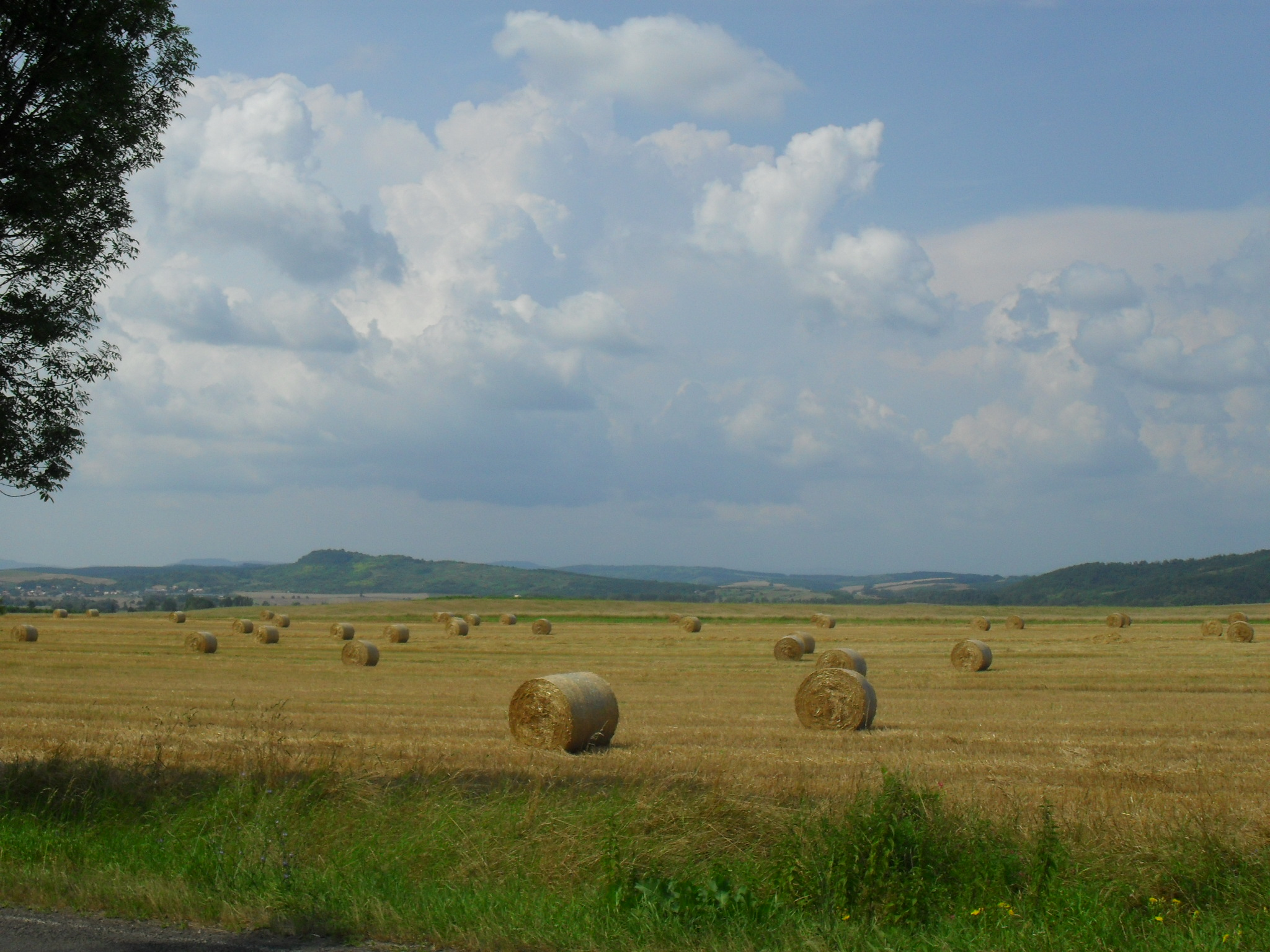
Landschaft bei Hugyag
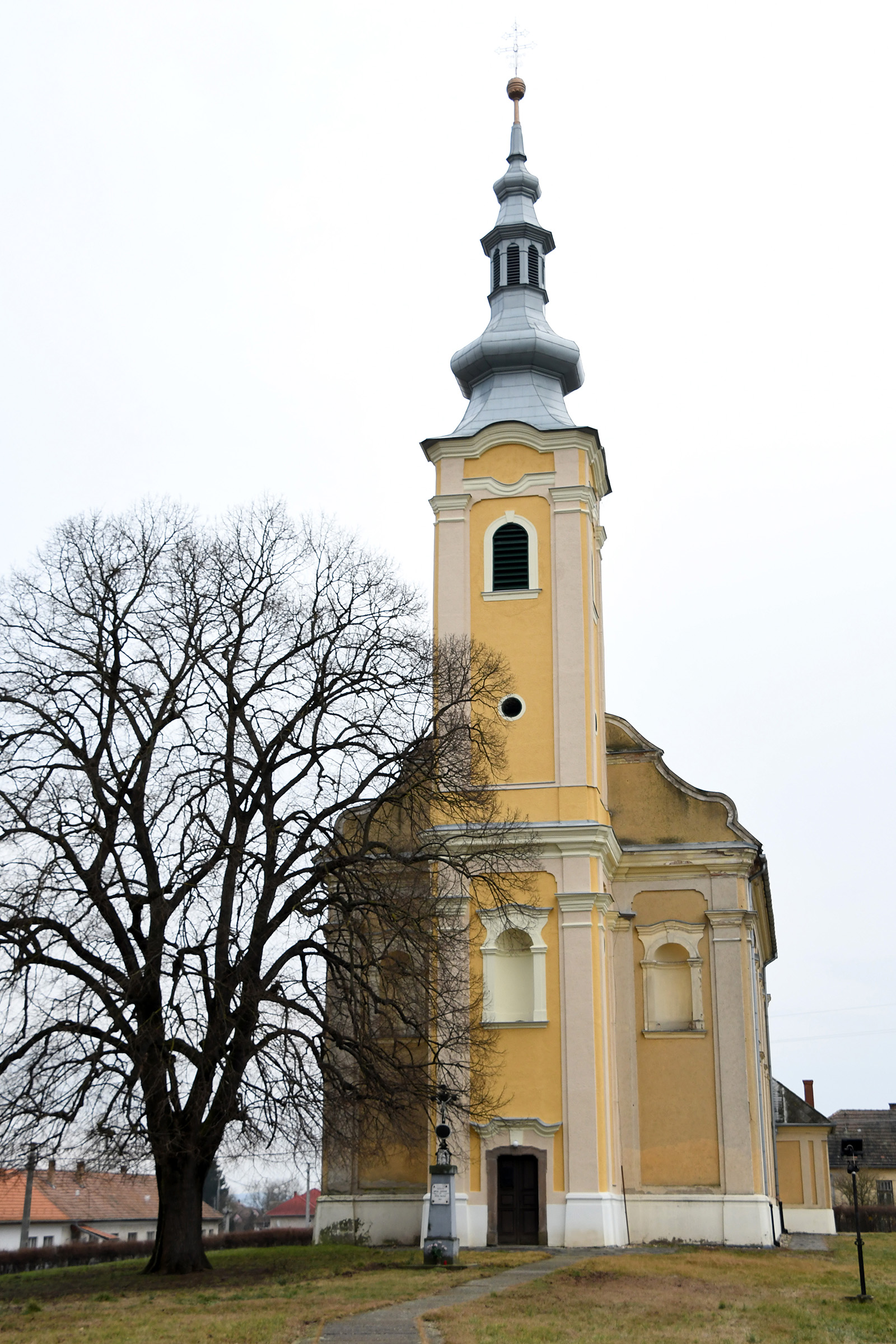
Röm.-kath.  Kirche Kisboldogasszony
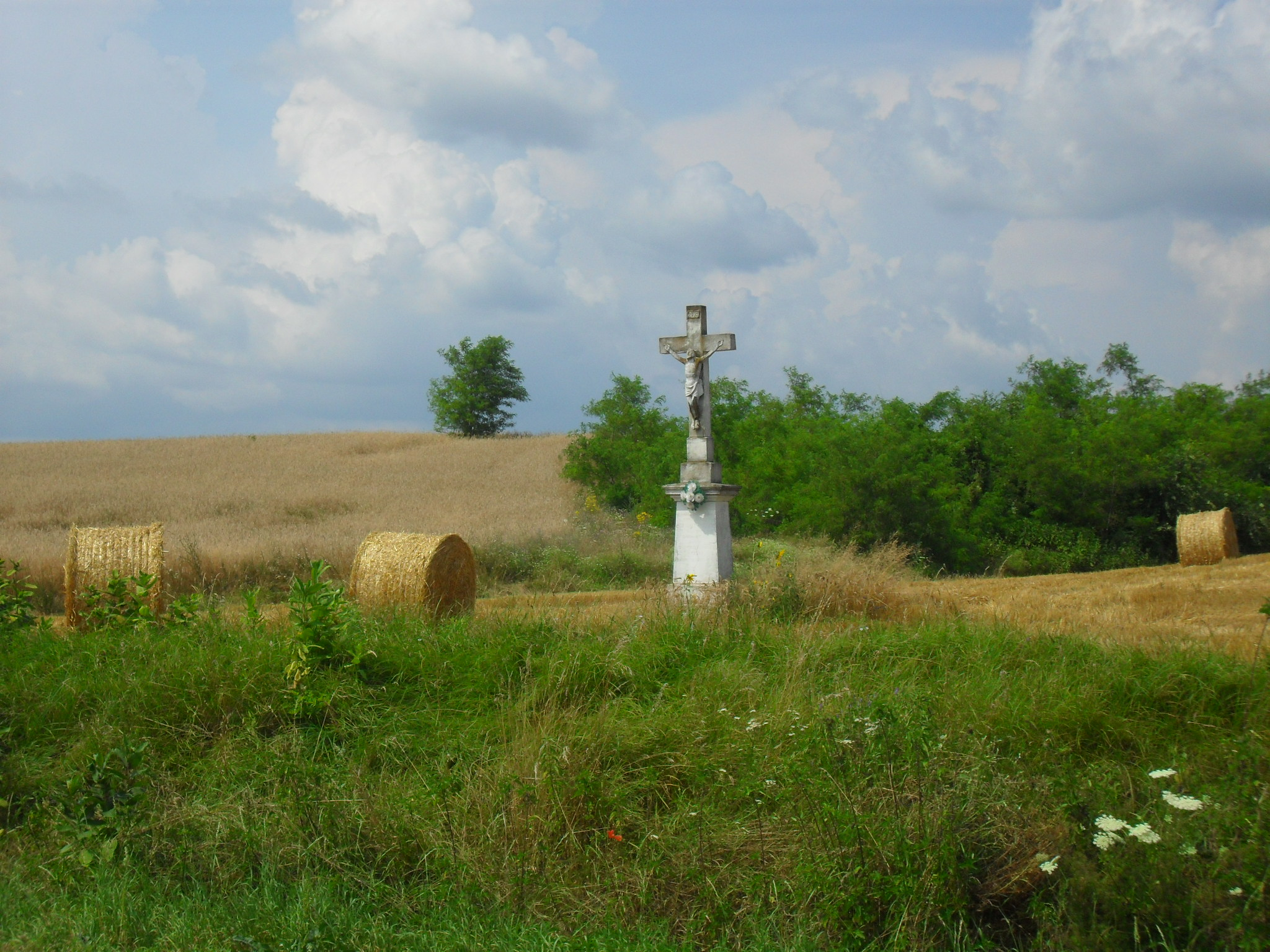
Steinkreuz

## Verkehr
Hugyag ist nur über die Nebenstraße Nr. 22104 zu erreichen. Südlich des Ortes verläuft die Hauptstraße Nr. 22. Die Gemeinde ist angebunden an die Eisenbahnstrecke von Balassagyarmat nach Ipolytarnóc.